# Logan Bailly
Logan Bailly (Luik, 27 december 1985) is een Belgisch voormalig voetballer die dienstdeed als doelman. Hij speelde tussen 2009 en 2010 acht keer voor de Rode Duivels.

## Clubcarrière
Bailly's doorbraak kwam in het seizoen 2006/07, toen hij een basisplaats kreeg bij KRC Genk. In de wedstrijd tegen Club Brugge op 21 september 2008 kwam Bailly in botsing met Joseph Akpala. De doelman was zeven minuten bewusteloos en werd naar het ziekenhuis gebracht. Op 22 december 2008 ondertekende Bailly een contract tot 2013 bij de Duitse Bundesliga-club Borussia Mönchengladbach. Gedurende het seizoen 2011/12 werd hij uitgeleend aan de Zwitserse club Neuchâtel Xamax, maar hier speelde hij geen enkele wedstrijd. Na financiële problemen verbrak Bailly zijn contract. Sindsdien werd hij terug in verband gebracht met zijn oud-werkgever KRC Genk. Uiteindelijk raakte op 11 januari 2012 bekend dat hij op huurbasis voor zes maanden naar Genk ging. Op 22 juni 2012 werd Bailly door trainer Ronny Van Geneugden voorgesteld als nieuwe aanwinst van Oud-Heverlee Leuven. Drie seizoenen lang was hij een vaste waarde in het elftal. In juli 2015 maakte Bailly de overstap naar Celtic FC. Op 22 augustus 2015 maakte hij zijn debuut voor de club in de competitiewedstrijd tegen Dundee United (1–3 verlies). In 2017 ondertekende Bailly een contract van twee jaar bij Royal Excel Mouscron. Op 1 oktober 2018 werd zijn contract ontbonden.
Na meer dan een jaar zonder club gezeten te hebben, werd op 22 december 2019 bekendgemaakt dat hij een contract had ondertekend bij het Belgische UR Namur. Het avontuur draaide echter tot een sisser uit: vanwege de coronacrisis was de voorzitter niet meer in staat om alle spelers uit te betalen. Toen Bailly probeerde de man tegemoet te komen, opperde die dat de spelers maar wijn moesten verkopen om zichzelf uit te betalen. In maart 2021 tekende Bailly bij derdeprovincialer FC Bressoux.
In het seizoen 2021/22 was Bailly keeperstrainer bij het Luxemburgse Red Boys Differdange en in het seizoen 2022/23 bij Union Sint-Gillis. Daar vertrok hij eind april 2023.

## Interlandcarrière
Bailly was eerste doelman bij de nationale beloftenploeg tijdens het Europees kampioenschap onder 21 in 2007 en de Olympische Zomerspelen in 2008. In 2007 werd hij door bondscoach René Vandereycken voor het eerst geselecteerd voor het Belgisch voetbalelftal. Hij werd samen met Olivier Renard, Davy Schollen en Brian Vandenbussche een van de vaste reservedoelmannen achter Stijn Stijnen. Na diens afscheid liet nieuwe bondscoach Dick Advocaat Bailly voor het eerst starten in het basiselftal. Dit gebeurde op 10 oktober 2009 tegen Turkije, een wedstrijd die met 2–0 gewonnen werd door België na twee doelpunten van Émile Mpenza. Eerste doelman van België werd hij niet: Jean-François Gillet stond vaker in het doel. Advocaat vertrok echter snel en ook zijn opvolger Georges Leekens zette Bailly meteen in het basiselftal, waar hij door een vormcrisis echter niet kon imponeren. Hierdoor werd hij niet meer opgeroepen.

## Statistieken

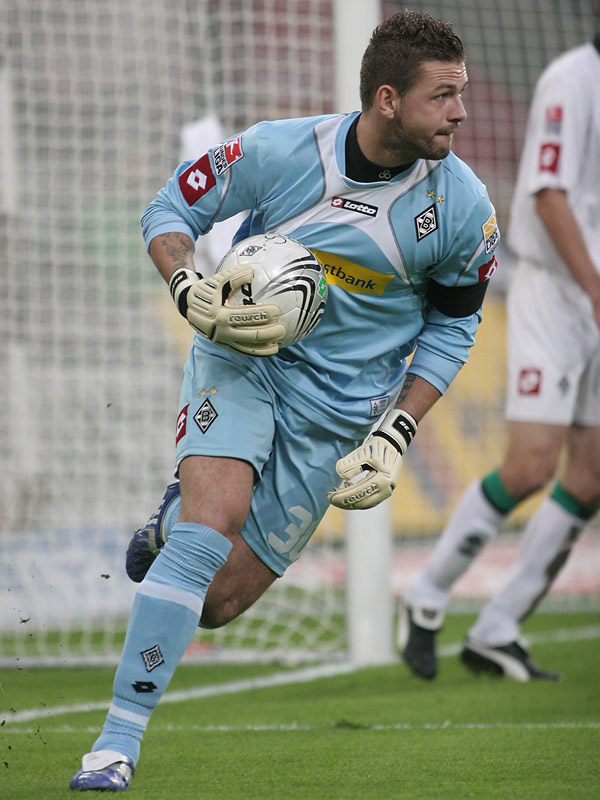
Bailly in actie voor Borussia Mönchengladbach.

## Statistieken[7]
| Seizoen             | Club                     | competitie             | W   |   |
| ------------------- | ------------------------ | ---------------------- | --- | - |
| 2002/03             | KRC Genk                 | Eerste Klasse          | 0   | 0 |
| 2003/04             | → Heusden-Zolder         | Eerste Klasse          | 16  | 0 |
| 2004/05             | KRC Genk                 | Eerste Klasse          | 2   | 0 |
| 2005/06             | KRC Genk                 | Eerste Klasse          | 0   | 0 |
| 2006/07             | KRC Genk                 | Eerste Klasse          | 33  | 0 |
| 2007/08             | KRC Genk                 | Eerste Klasse          | 31  | 0 |
| 2008/09             | KRC Genk                 | Eerste Klasse          | 12  | 0 |
| 2008/09             | Borussia Mönchengladbach | Bundesliga             | 17  | 0 |
| 2009/10             | Borussia Mönchengladbach | Bundesliga             | 29  | 0 |
| 2010/11             | Borussia Mönchengladbach | Bundesliga             | 16  | 0 |
| 07/2011 tot 12/2011 | → Neuchâtel Xamax FC     | Axpo Super League      | 0   | 0 |
| 01/2012 tot 05/2012 | → KRC Genk               | Jupiler Pro League     | 11  | 0 |
| 2012/13             | Oud-Heverlee Leuven      | Jupiler Pro League     | 38  | 0 |
| 2013/14             | Oud-Heverlee Leuven      | Jupiler Pro League     | 31  | 0 |
| 2014/15             | Oud-Heverlee Leuven      | Belgacom League        | 29  | 0 |
| 2015/16             | Celtic FC                | Scottish Premiership   | 3   | 0 |
| 2016/17             | Celtic FC                | Scottish Premiership   | 0   | 0 |
| 2017/18             | Royal Excel Mouscron     | Jupiler Pro League     | 19  | 0 |
| 2019/20             | UR Namur                 | Tweede Klasse Amateurs | 4   | 0 |
| Totaal              | Totaal                   | Totaal                 | 291 | 0 |

## Politiek
Op de gemeenteraadsverkiezingen op zondag 14 oktober 2018 was Bailly lijstduwer voor de MR in de gemeente Moeskroen.